# Вестник для русин Австрийского государства
«Вестник для русин Австрийского государства» (русин. Вeстникъ для Русиновъ Аустрїскои державы) — правительственное печатное издание для русин (восточных славян), проживавших на территории Габсбургской монархии.
С июля 1849 по февраль 1850 года выходил в Лемберге (ныне Львов) под названием «Галичо-русский вестник» (под редакцией Н. Устиановича), затем с декабря 1866 года в Вене (редакторы И. Головацкий, Ю. Вислобоцкий).
Главное место в журнале отводилось правительственной информации и распоряжениям; кроме того, публиковались сообщения из разных мест Галичины и Карпатской Руси, литературные и исторические произведения, в частности А. Петрушевича), языковедческие дискуссии.
Газета занимала консервативные позиции, выступала как против ранних народовцев (украинофилов), так и против церковно-обрядового движения и русофильских деклараций в журнале «Слово» (1866).